# Gore od ljubavi
Gore od ljubavi (с серб. — «Хуже, чем любовь») — двенадцатый студийный альбом сербской певицы Светланы «Цецы» Ражнатович, выпущенный 24 мая 2004 года на лейблах Ceca Music и Miligram Music.

## Предыстория и запись
В феврале 2003 года Цеца объявила о начале работы над новым альбомом. Но фактически работа началась только в сентябре того же года, так как всё это время певица находилась в белградской тюрьме. К работе над альбомом она вновь привлекла атора текстов Марину Туцакович, а также продюсера Александара Милича.
Первой записанной в студии песней была «Pepeljara». В декабре Цеца исполнила отрывок новой песни «Trula višnja». В январе она заявила, что альбом уже практически полностью записан, но названия пока ещё не имеет. В апреле того же года стало известно название — «Gore od ljubavi».
Альбом был записан на студиях Studio Kikija Lesendrića и Studio Pink в Белграде в 2003—2004 годах, а мастеринг и постпродакшн проходил на студии Metro studio в Любляне в апреле 2004 года.

## Релиз и продвижение
Незадолго до выпуска альбом певица создала собственный лейбл Ceca Music, первым релизом которого и стал альбом. Премьера пластинки состоялась 24 мая 2004 года на специальной пресс-конференции.
Альбом выпускался в трёх вариантах: на кассете, стандартном компакт-диске в коробке и диске в конверте, как приложение к специальному журналу. На бонусном компакт-диске также есть короткий документальный фильм, на котором показан процесс записи альбома.

### Специальные журналы
В день релиза на прилавках магазинов Сербии, Черногории, Боснии и Герцеговины появился специальный выпуск журнала Svet, который был полностью посвящен новому альбому и карьере певицы. Тираж журнала составил 100 000 экземпляров. Подобный журнал был выпущен в Словении в преддверии концертов Цецы там. На этот раз спецвыпуск был выпущен журналом Žurnal24 и назывался Ceca special. Печатная версия была выпущена экземпляром 20 000 копий и распродана за две недели. Электронная версия журнала была переведена на английский, немецкий и французский языки.

### Видеоклипы
В декабре 2004 года певица сняла первый клип на песню «Gore od ljubavi». 30 декабря состоялась его премьера на телеканале Pink TV. В настоящее время видео имеет более 1,8 миллиона просмотров на YouTube. В феврале 2005 года певица сняла второй клип на песню «Trula višnja», а выпущен он был в марте.  в настоящее время имеет более чем 900 000 просмотров.

### Турне Ceca 2005
В 2005 году Цеца отправилась в турне для раскрутки нового альбома. Всего певица посетила шесть стран и дала одиннадцать концертов. Тур начался 13 января 2005 года с концерта в городе Чачак (Сербия), а закончился 3 декабря того же года концертом в Вене (Австрия). Самый массовый концерт прошёл в Скопье (Македония) на стадионе «Филип II Арена», где собралось 35 тысяч зрителей.
| Дата            | Город     | Страна             | Место проведения         | Зрители |
| --------------- | --------- | ------------------ | ------------------------ | ------- |
| 13 января 2005  | Чачак     | Сербия             | Городская площадь        | 15 000  |
| 5 февраля 2005  | Цюрих     | Швейцария          | Ночной клуб Grodoonia    | н/д     |
| 26 февраля 2005 | Пфорцхайм | Германия           | Ночной клуб Flash        | н/д     |
| 5 марта 2005    | Вена      | Австрия            | Ночной клуб Nachtwerk    | н/д     |
| 11 марта 2005   | Бохум     | Германия           | Ночной клуб Taxim        | н/д     |
| 7 мая 2005      | Мюнхен    | Германия           | Musik palast             | н/д     |
| 20 мая 2005     | Любляна   | Словения           | Тиволи-холл              | 6 500   |
| 4 июня 2005     | Скопье    | Северная Македония | Стадион «Филип II Арена» | 35 000  |
| 8 октября 2005  | Цюрих     | Швейцария          | Ночной клуб Grodoonia    | н/д     |
| 26 ноября 2005  | Целе      | Словения           | Златорог-арена           | 4 000   |
| 3 декабря 2005  | Вена      | Австрия            | Ночной клуб Nachtwerk    | н/д     |

#### Скандалы
Концерты в Австрии и Германии находились на грани срыва из-за протестов социал-демократических сил, которые были настроены против певицы и её связей с Желько «Арканом» Ражнатовичем. Тем не менее, сами выступления прошли без происшествий, в австрийскую Вену певица вернулась с дополнительным концертом по просьбе публики. Концерты в Словении (где певица выступала впервые) также были встречены критикой властей, по мнению которых, «Цеца олицетворяет собой сербский национализм и насилие». Похожую реакцию властей вызвали концерты певицы в Скопье.
Цеце пришлось отменить свои концерты в США, Канаде и Австралии, поскольку посольства этих стран отказали ей в выдаче виз из-за её якобы связей с преступным миром. Визу в США певица получила только в 2011 году.

## Список композиций
| №   | Название                         | Текст песни                            | Музыка              | Длительность |
| --- | -------------------------------- | -------------------------------------- | ------------------- | ------------ |
| 1.  | «Gore od ljubavi»                | Марина Туцакович                       | Александар Милич    | 4:03         |
| 2.  | «Prljavo»                        | Марина Туцакович                       | Александар Милич    | 3:18         |
| 3.  | «Ne guši me»                     | Марина Туцакович                       | Александар Милич    | 3:19         |
| 4.  | «Trula višnja»                   | Марина Туцакович                       | Александар Милич    | 4:37         |
| 5.  | «Plan B»                         | Марина Туцакович                       | Александар Милич    | 3:36         |
| 6.  | «Zamalo»                         | Марина Туцакович                       | Александар Милич    | 2:56         |
| 7.  | «Pazi s kime spavaš»             | Марина Туцакович                       | Александар Милич    | 4:01         |
| 8.  | «Stereo bol»                     | Марина Туцакович                       | Александар Милич    | 4:50         |
| 9.  | «Neću dugo»                      | Марина Туцакович, Лилиана Йоргованович | Александар Милич    | 4:21         |
| 10. | «Pepeljara»                      | Марина Туцакович, Лилиана Йоргованович | Александар Милич    | 4:21         |
| 11. | «Od tebe ne znam da se oporavim» | Марина Туцакович, Лилиана Йоргованович | Бобан Сирафимовский | 3:53         |

## Чарты
| Чарт (2004)                               | Высшая позиция |
| ----------------------------------------- | -------------- |
| Босния и Герцеговина (Trn Folk Top-Lista) | 1              |

## История релиза
| Регион               | Дата           | Лейбл                      | Формат                      |
| -------------------- | -------------- | -------------------------- | --------------------------- |
| Сербия               | 24 мая 2004    | Ceca Music, Miligram Music | CD, кассета                 |
| Босния и Герцеговина | 24 мая 2004    | Ceca Music, Miligram Music | CD, кассета                 |
| Черногория           | 24 мая 2004    | Ceca Music, Miligram Music | CD, кассета                 |
| Хорватия             | 3 июня 2004    | Menart Records             | CD, кассета                 |
| Словения             | 3 июня 2004    | Menart Records             | CD, кассета                 |
| Северная Македония   | 15 июня 2004   | Sunny Music                | CD, кассета                 |
| Болгария             | 15 июня 2004   | Payner Music               | CD, кассета                 |
| Мир                  | 25 апреля 2020 | Ceca Music                 | Цифровая загрузка, стриминг |